# アトランティック・アベニュー-バークレイズ・センター駅
アトランティック・アベニュー-バークレイズ・センター駅（Atlantics Avenue–Barclays Center）はブルックリン区中心部にあるニューヨーク市地下鉄の駅であり、アトランティック・アベニュー、フラットバッシュ・アベニュー、4番街、パシフィック・ストリートの4本の通りに囲まれている。BMTブライトン線、BMT4番街線、IRTイースタン・パークウェイ線の乗り換え駅で、次の10系統が乗り入れている。
- 終日：2系統、4系統、D系統、N系統、Q系統
- 深夜帯以外：3系統、R系統
- 平日：5系統、B系統
- ラッシュ時：W系統

13系統が乗り入れるタイムズ・スクエア-42丁目/ポート・オーソリティ・バスターミナル駅 に次いで大きな乗り換え駅である。
2015年には1361万7153人が利用し、ブルックリン区内で最も繁忙な駅であり、ニューヨーク市地下鉄全体でも21位の利用者数である 。指令所は1980年、複合駅全体としても2004年にアメリカ合衆国国家歴史登録財に指定されており、障害を持つアメリカ人法に準拠した障害者対応駅でもある。

## 歴史
パシフィック・ストリート駅部分は1999年から2000年にかけて大がかりな修繕が行われた。この際に装飾が修復され、障害を持つアメリカ人法（ADA）への対応が図られた。MTAは階段の修繕や壁および床タイルの張り直し、照明および放送システムの更新を行った。また、プラットホーム端には ADA 対応の黄色い安全帯が施され、緩行線および急行線の枕木（駅に進入する部分）も新しいものに交換された。2004年末には、車椅子利用者に対応するため、ホームと地上を結ぶエレベーターがホーム両端に設けられた。
2009年6月に、メトロポリタン・トランスポーテーション・オーソリティ（MTA）はこの駅の命名権をフォレスト・シティ・ラトナー・カンパニーズに20年間・毎年20万ドルで売却した。バークレイズ・センターはフォレスト・シティ・ラトナー・カンパニーズのアトランティック・ヤード再開発プロジェクトの一部として2012年9月に開業予定で、命名権はバークレイズが購入していた。このため、駅名は2012年5月にアトランティック・アベニュー / パシフィック・ストリート駅からアトランティック・アベニュー-バークレイズ・センター駅に改称された。また、これに合わせて複合スポーツ施設の近くに新しいメザニンと料金管理エリアが設けられた。

## 駅構造
| G                                   | 地上階                                                | 出入口 改札、駅員詰所、メトロカード自動券売機、LIRR乗車券売り場 （以下にエレベータあり - ハンソン・プレイス-フラットブッシュ・アベニュー交差点： およびロングアイランド鉄道アトランティック・ターミナル駅） |
| G                                   | 地上階                                                | バークレイズ・センター |
| G                                   | 地上階                                                | アトランティック・ターミナル・ショッピングセンターへの連絡通路 |
| B1 イースタン・パークウェイ線ホーム | 相対式ホーム、右側ドアが開く                          | 相対式ホーム、右側ドアが開く |
| B1 イースタン・パークウェイ線ホーム | 北行緩行線                                            | ← ウェイクフィールド-241丁目駅行き（ネヴィンズ・ストリート駅） ← ハーレム-148丁目駅行き（ネヴィンズ・ストリート駅） ← 深夜帯：ウッドローン駅行き（ネヴィンズ・ストリート駅） |
| B1 イースタン・パークウェイ線ホーム | 北行急行線                                            | ← 深夜帯以外：ウッドローン駅行き（ネヴィンズ・ストリート駅） ← 平日：イーストチェスター-ダイアー・アベニュー駅行き（ネヴィンズ・ストリート駅） ← 夕ラッシュ時：ネレイド・アベニュー駅行き（ネヴィンズ・ストリート駅） |
| B1 イースタン・パークウェイ線ホーム | 島式ホーム、左側ドアが開く                            | |
| B1 イースタン・パークウェイ線ホーム | 南行急行線                                            | → 深夜帯以外：クラウン・ハイツ-ユーティカ・アベニュー駅行き（フランクリン・アベニュー駅）→ 平日：フラットブッシュ・アベニュー-ブルックリン・カレッジ駅行き（フランクリン・アベニュー駅）→ |
| B1 イースタン・パークウェイ線ホーム | 南行緩行線                                            | → フラットブッシュ・アベニュー-ブルックリン・カレッジ駅行き（バーゲン・ストリート駅）→ ニューロッツ・アベニュー駅行き（バーゲン・ストリート駅）→ 深夜帯：ニューロッツ・アベニュー駅行き（バーゲン・ストリート駅）→ |
| B1 イースタン・パークウェイ線ホーム | 相対式ホーム、右側ドアが開く                          | |
| B1 LIRRホーム                       | 1番線                                                 | アトランティック支線 ロングアイランド方面行き（ノストランド・アベニュー駅）→ |
| B1 LIRRホーム                       | 島式ホーム、到着番線に応じた側のドアが開く（ホームA） | |
| B1 LIRRホーム                       | 2番線                                                 | アトランティック支線 ロングアイランド方面行き（ノストランド・アベニュー駅）→ |
| B1 LIRRホーム                       | 3番線                                                 | アトランティック支線 ロングアイランド方面行き（ノストランド・アベニュー駅）→ |
| B1 LIRRホーム                       | 島式ホーム、到着番線に応じた側のドアが開く（ホームB） | |
| B1 LIRRホーム                       | 4番線                                                 | アトランティック支線 ロングアイランド方面行き（ノストランド・アベニュー駅）→ |
| B1 LIRRホーム                       | 5番線                                                 | アトランティック支線 ロングアイランド方面行き（ノストランド・アベニュー駅）→ |
| B1 LIRRホーム                       | 島式ホーム、到着番線に応じた側のドアが開く（ホームC） | |
| B1 LIRRホーム                       | 6番線                                                 | アトランティック支線 ロングアイランド方面行き（ノストランド・アベニュー駅）→ |
| B2                                  | 中間階                                                | ホーム間連絡通路 |
| B3 ブライトン線ホーム               | 北行線                                                | ← ラッシュ時：ベッドフォード・パーク・ブールバード駅行き（ディカルブ・アベニュー駅） ← 平日：145丁目駅行き（ディカルブ・アベニュー駅） ← 96丁目駅行き（ディカルブ・アベニュー駅） |
| B3 ブライトン線ホーム               | 島式ホーム、左側ドアが開く                            | |
| B3 ブライトン線ホーム               | 南行線                                                | → ブライトン・ビーチ駅行き（7番街駅）→ ブライトン線経由スティルウェル・アベニュー駅行き（7番街駅）→ |
| B3 4番街線ホーム                    | 北行緩行線                                            | ← 深夜帯：ノーウッド-205丁目駅行き（ディカルブ・アベニュー駅） ← 深夜帯：アストリア-ディトマース・ブールバード駅行き（ディカルブ・アベニュー駅） ← フォレスト・ヒルズ-71番街駅行き（ディカルブ・アベニュー駅） ← 深夜帯：ホワイトホール・ストリート駅行き（ディカルブ・アベニュー駅） ← ラッシュ時：アストリア-ディトマース・ブールバード駅行き（ディカルブ・アベニュー駅） |
| B3 4番街線ホーム                    | 島式ホーム、到着番線に応じた側のドアが開く            | |
| B3 4番街線ホーム                    | 北行急行線                                            | ← 深夜帯以外：ノーウッド-205丁目駅行き（グランド・ストリート駅） ← 深夜帯以外：アストリア-ディトマース・ブールバード駅行き（キャナル・ストリート駅） |
| B3 4番街線ホーム                    | 南行急行線                                            | → 深夜帯以外：ウェスト・エンド線経由スティルウェル・アベニュー駅行き（36丁目駅）→ 深夜帯以外：シー・ビーチ線経由スティルウェル・アベニュー駅行き（36丁目駅）→ |
| B3 4番街線ホーム                    | 島式ホーム、到着番線に応じた側のドアが開く            | |
| B3 4番街線ホーム                    | 南行緩行線                                            | → 深夜帯：ウェスト・エンド線経由スティルウェル・アベニュー駅行き（ユニオン・ストリート駅）→ 深夜帯：シー・ビーチ線経由スティルウェル・アベニュー駅行き（ユニオン・ストリート駅）→ ベイ・リッジ-95丁目駅行き（ユニオン・ストリート駅）→ ラッシュ時：グレーブセンド-86丁目駅行き（ユニオン・ストリート駅）→                                                                   |

## IRTイースタン・パークウェイ線
IRTイースタン・パークウェイ線アトランティック・アベニュー-バークレイズ・センター駅（開業時はアトランティック・アベニュー駅）は3面4線（島式ホーム 1面、相対式ホーム 2面）を有する急行停車駅である。中央のホームには、以前運行されていたラッシュ時以外の短区間列車のための古い次列車接近表示器が2つ残っている。ブルックリン・アカデミー・オブ・ニュージックへの古い様式の看板も残っている。また、波型の壁にほとんど遮られてはいるものの、ロングアイランド鉄道アトランティック支線への連絡線が北行き緩行線の北端に残されているのを見ることができる。ロングアイランド鉄道アトランティック・ターミナル駅のホームはイースタン・パークウェイ線よりもやや低いところにあり、こちらははっきり見ることができる。
この駅は、もともと1908年の開業時にはイースタン・パークウェイ線の終端駅であり、南端が繋がった3面2線の頭端式ホームであった。その後、北行き緩行線の路盤整備と線路の溶接の再施工など全面的な改装工事が行われて現在の構造になった。
ホームの下を通る連絡通路で南西のBMT4番街線および北東のBMTブライトン線に行くことができる。また、駅の南端にはブライトン線への連絡通路がもう1本あり、バークレイズ・センターのすぐそばに出ることができる。バークレイズ・センター出口にはアリーナでのイベント開催時のみ係員が置かれる窓口と、2本のエスカレーターが設けられている。
当駅は車椅子対応ではあるが、急行線ホームには車椅子で通るには狭すぎる部分もいくらか残っており、列車接近時には注意を促す放送が入るようになっている。また、ホーム上の階段は、車椅子が両脇を通れるよう、改装時に幅が狭められた。
この駅の北側には、南行き緩行線から分岐して4番街の下を通る計画路線（後にBMT4番街線として建設された）に向かう未使用の路盤がある。これはマンハッタン方面行き急行線と合流して、ネヴィンズ・ストリート駅構内の急行線の間にある車止めまで延びている。
この駅は、両サイドに各駅停車用の相対式ホーム、中央に急行用の島式ホームを配した構造になっているが、このような構造としたのは当駅がアトランティック・ターミナル駅との接続駅であるためで、各駅停車と急行の乗り換えを隣のネヴィンズ・アベニュー駅（対面乗り換えが可能な島式ホーム2面構造）に誘導することにより極端な混雑を抑制するのが狙いである。なお、同様の構造の急行停車駅は他に34丁目-ペン・ステーション駅（IND8番街線とIRTブロードウェイ-7番街線の2駅とも）がある。

## BMT4番街線
BMT4番街線アトランティック・アベニュー-バークレイズ・センター駅（開業時はパシフィック・ストリート駅、その後アトランティック・アベニュー-パシフィック・ストリート駅に改称）は島式ホーム2面4線を有する急行停車駅で、1915年6月22日に開業した。
ホーム北端に階段2本とエレベーター1基が設けられている。改札口の先にはパシフィック・ストリートの北角に出る階段と4番街の北角に出る階段があり、北東角にはメザニンに降りるエレベーターが1基ある。また、連絡通路で複合駅内の各駅と繋がっている。2面のホームは壁で隔てられている。

## BMTブライトン線
BMTブライトン線アトランティック・アベニュー-バークレイズ・センター駅（開業時はアトランティック・アベニュー駅）は島式ホーム1面2線の駅である。階段が7か所あり、3か所はホームからメイン・メザニンに向かうもの、2か所はホーム北端からハンソン・プレイス出口（乗り換えができないメザニンに向かうエスカレーターが1本ある）、2本はホーム南端からバークレイズ・センター出口とIRTイースタン・パークウェイ線のメザニンに向かうものである。バークレイズ・センター出口にはアリーナでのイベント開催時のみ係員が置かれる窓口と、2本のエスカレーターが設けられている。
ハンソン・プレイスへの階段を上がるとウィリアムズバーグ貯蓄銀行に出る。以前はハンソン・プレイス出口にも窓口があり、下層階の通路からホームに行くことができたが、現在は窓口は撤去され通路も埋められており、「ハンソン・プレイスへ（"To Hanson Place"）」という案内板は覆いがかけられている。この部分は、MTA 職員用通路として使われている。
メイン・メザニンにはロングアイランド鉄道アトランティック・ターミナル駅への他社線連絡通路とIRTイースタン・パークウェイ線側に終日利用可能な改札がある。アトランティック・ターミナル・モールに向かう階段が2本あり、以前はその2本の間にもう1本階段があった。北側の階段は改修工事の際に増設され、他の2本は「階段の間に最低91センチメートル (36 in)のクリアランスを設ける」というADAのガイドラインに合わせて幅が詰められた
ホームが延長されたことは、ホームの南端を見れば明らかである。北行きホームの壁には駅名標と"A"をモチーフにした装飾のレプリカが飾られ、一方で南行きホームの壁ではそれらの周囲がタイル張りになっていた。南行きホームの延長部分の壁にも同様のレプリカが取り付けられている。1960年代に10両編成に対応するためにホームを拡張した部分は改装前にはただの緑一色の壁で、モザイクはなかった。
駅の北側にはベルマウス（トンネル内径が徐々に広がっている部分）があり、マンハッタン方面行きの列車から見ることができる。このベルマウスは、既に廃止になったBMTフルトン・ストリート高架線と接続するために計画されていたアッシュランド・プレイス連絡線のためのものである。

## BMT5番街線（廃止）
BMT5番街線アトランティック・アベニュー駅は島式ホーム1面2線の高架駅で、BMTカルバー線とBMT5番街線が乗り入れていた。駅はフラットバッシュ・アベニュー-アトランティック・アベニュー交差点付近、現在の駅舎の右上方にあったが、既に取り壊されている。セント・ジョンズ・プレイス線、フラットバッシュ・アベニュー線、3番街線、7番街線も乗り入れていた。
北隣はフルトン・ストリート駅、南隣はセント・マークス・アベニュー駅であった。1923年6月25日には65丁目ターミナル駅からの2両編成列車が脱線してフラットバッシュ・アベニューに転落する事故が起き、乗客8人が死亡、多数が負傷した。その後、地下鉄の利用者が高架線の利用者を上回ったため、1940年5月31日に廃止された。

## 画像

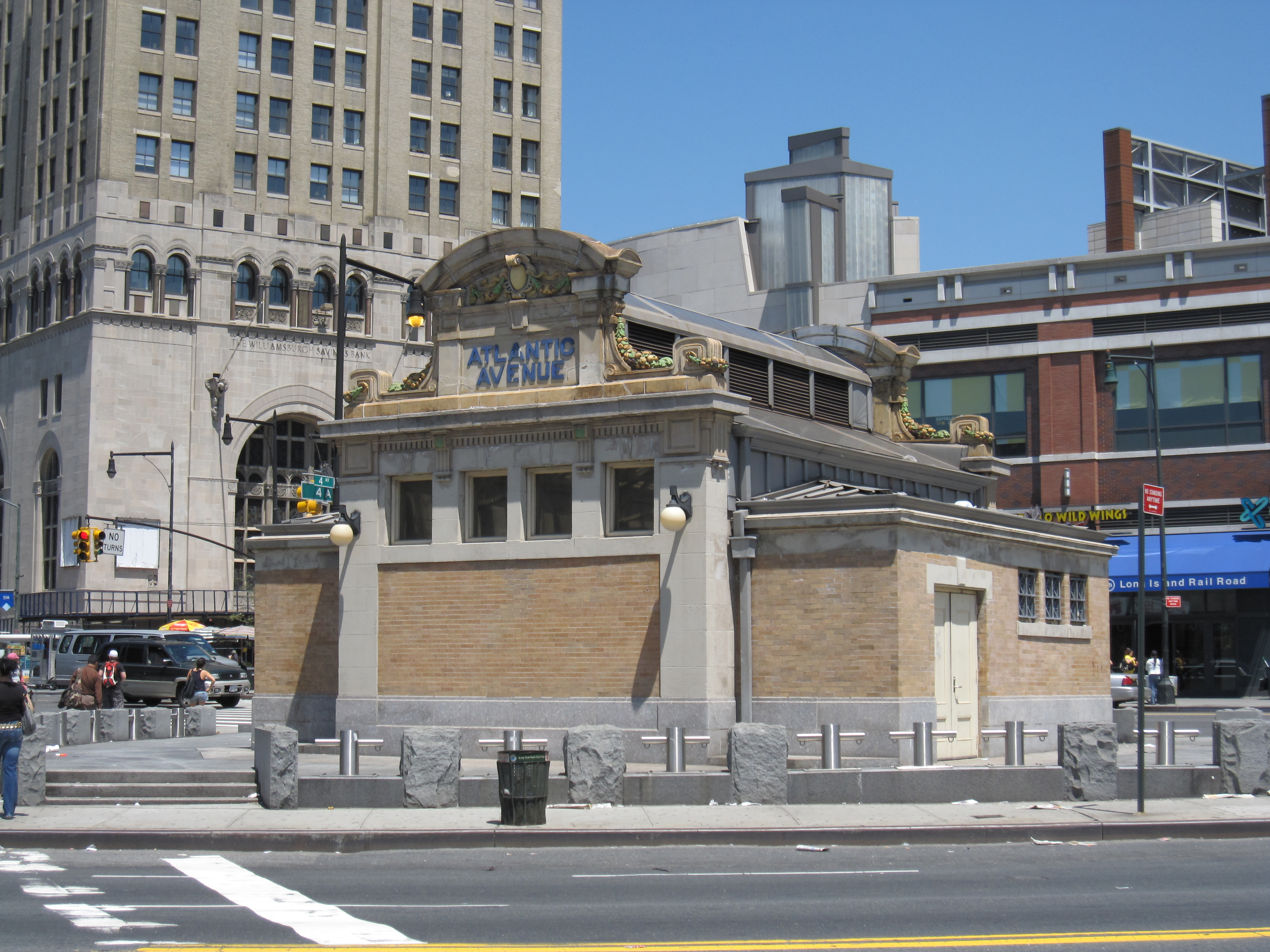
南西側から駅舎を望む。5番街線は既に撤去されている。
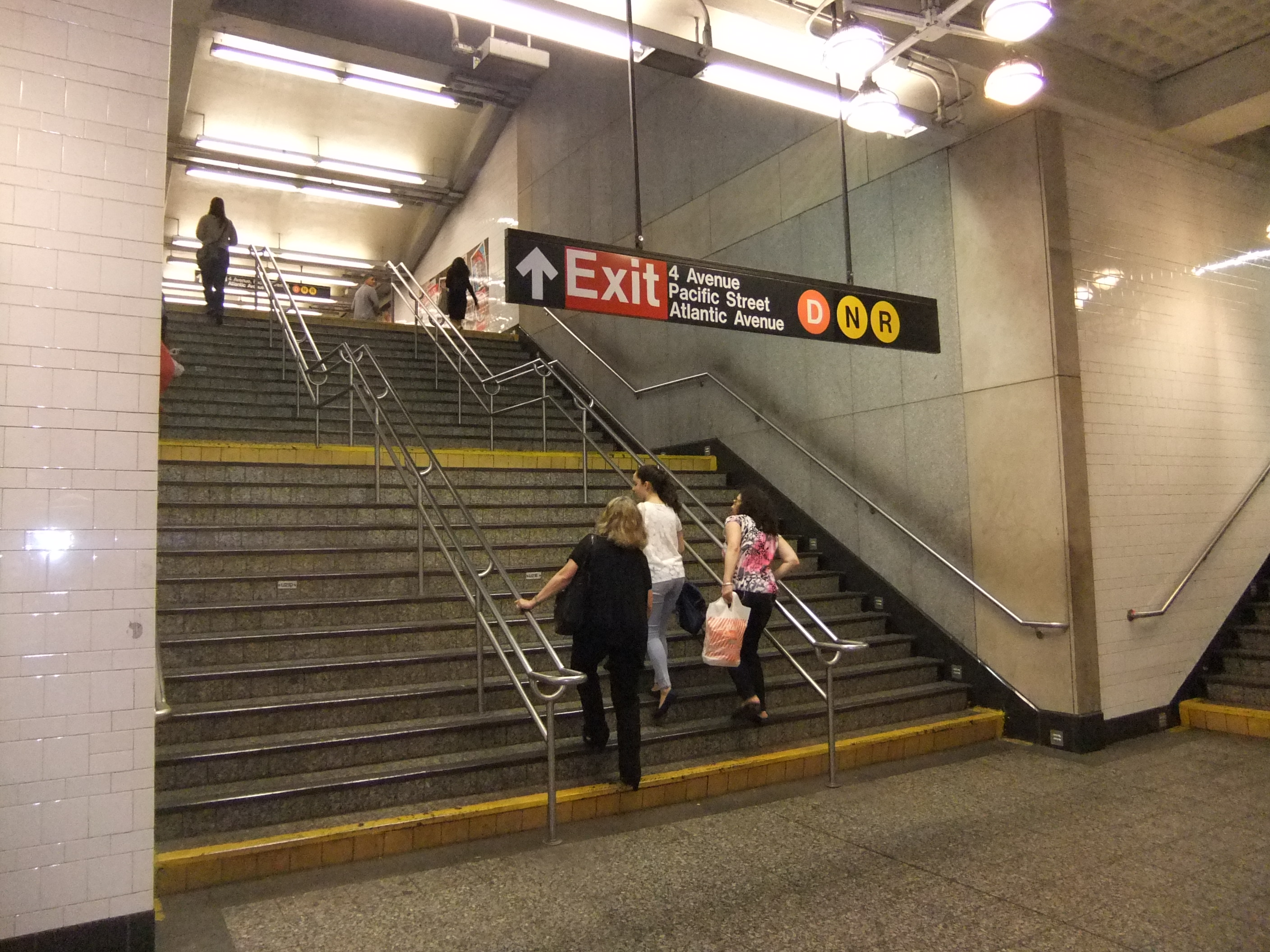
IRT中間階から4番街線中間階と出口に向かう階段。駅舎の直下にある。
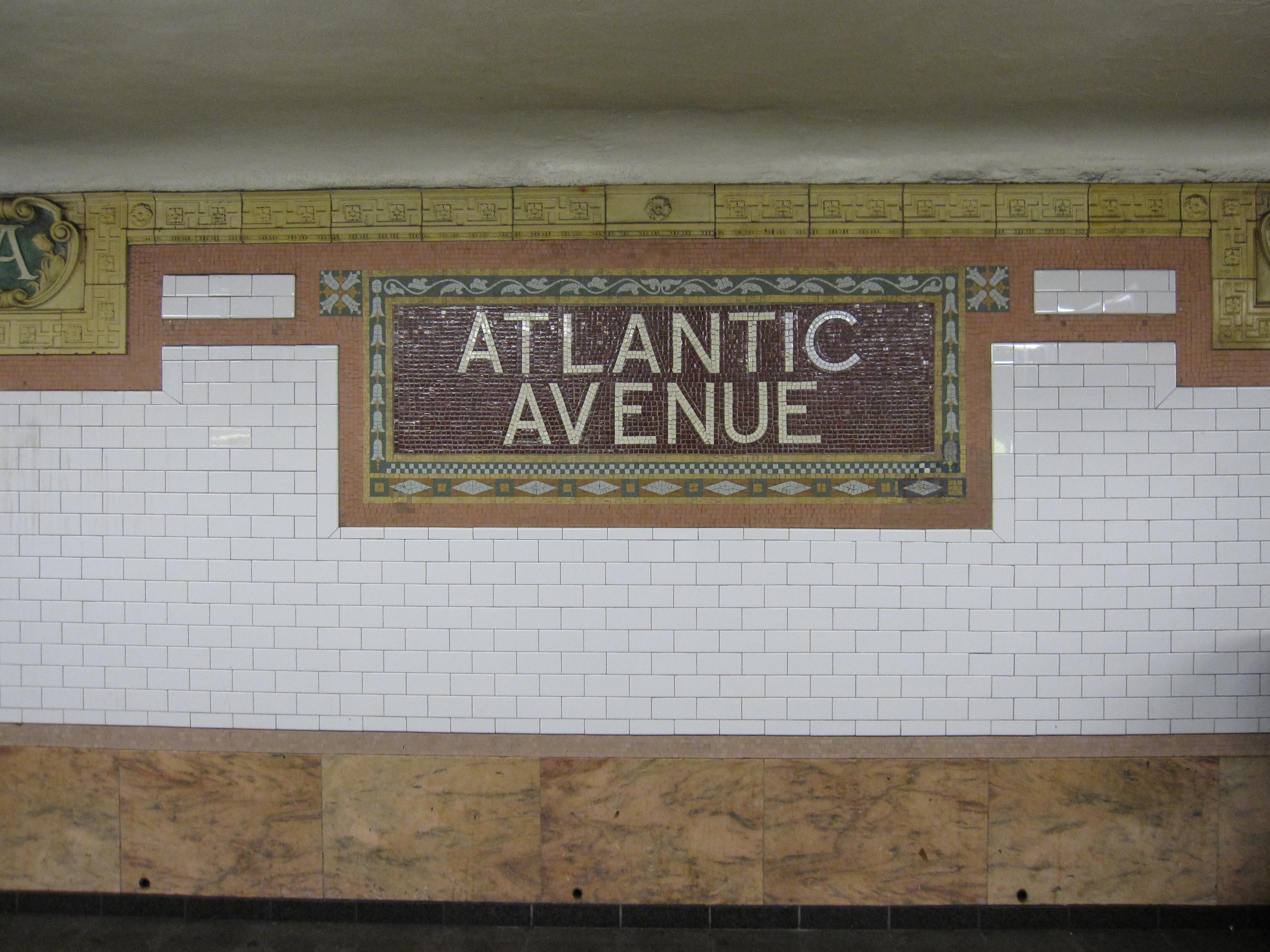
タイル造りの駅名標。
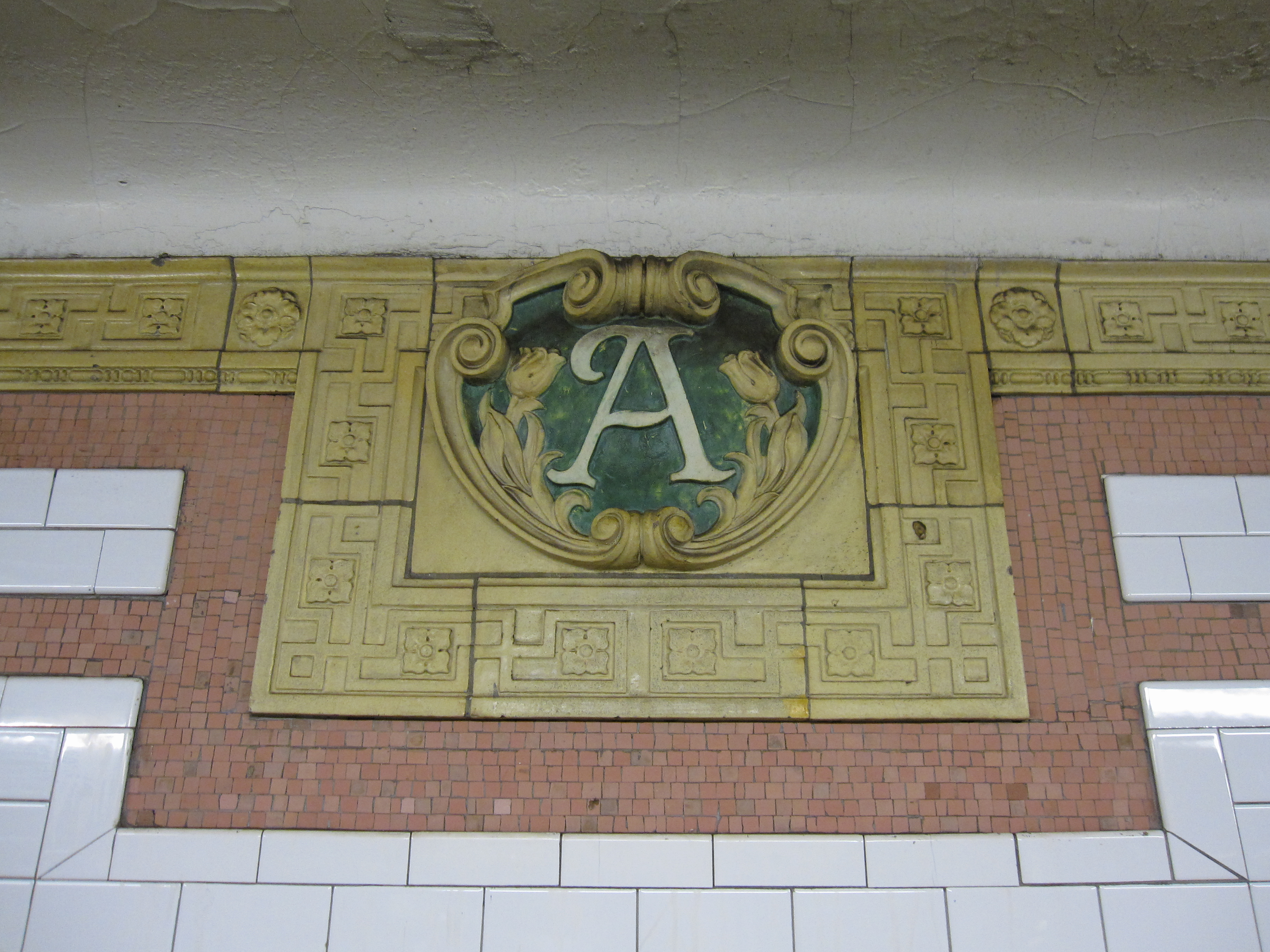
装飾。
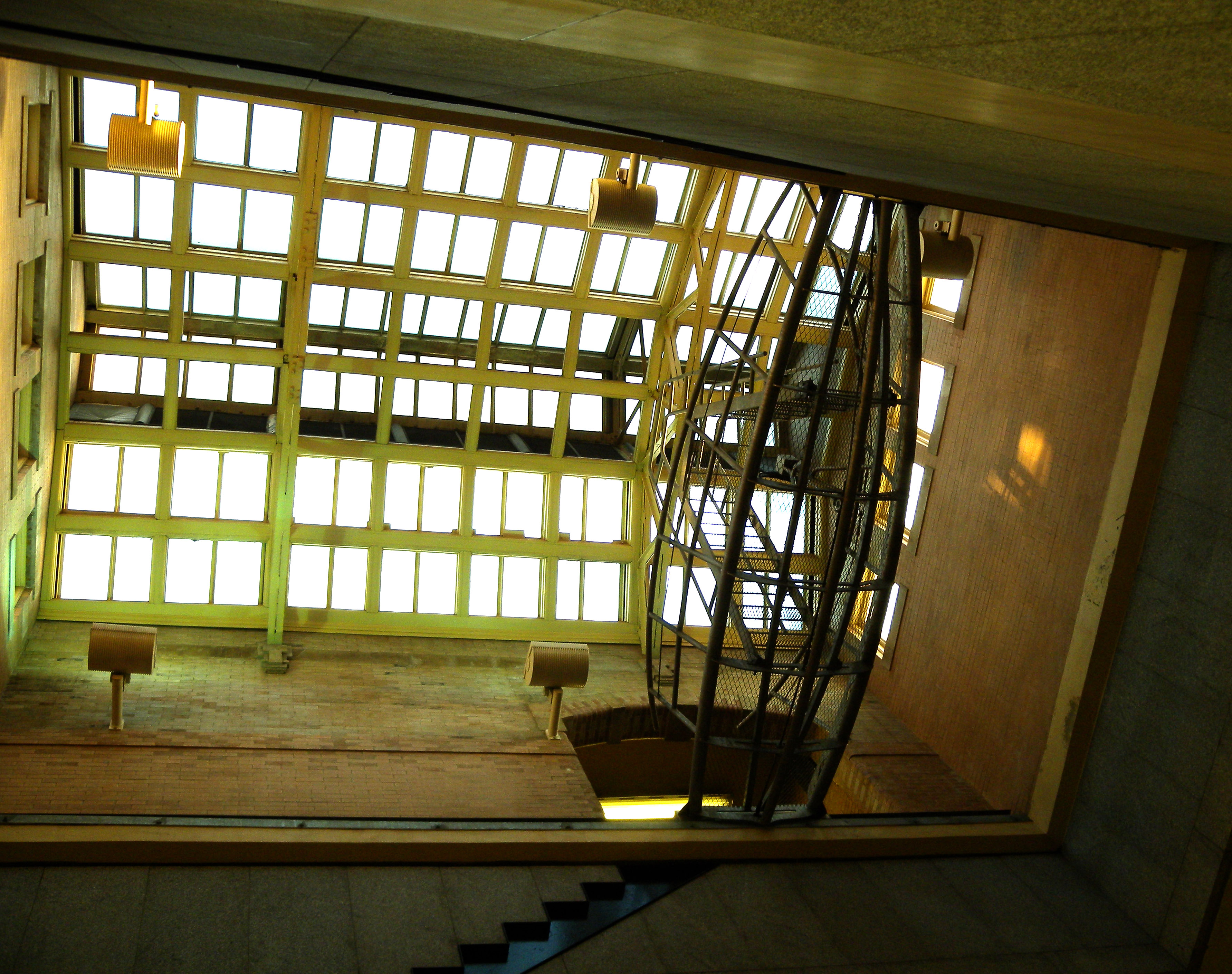
駅舎は天井が天窓に改装され、装飾品が収められている。
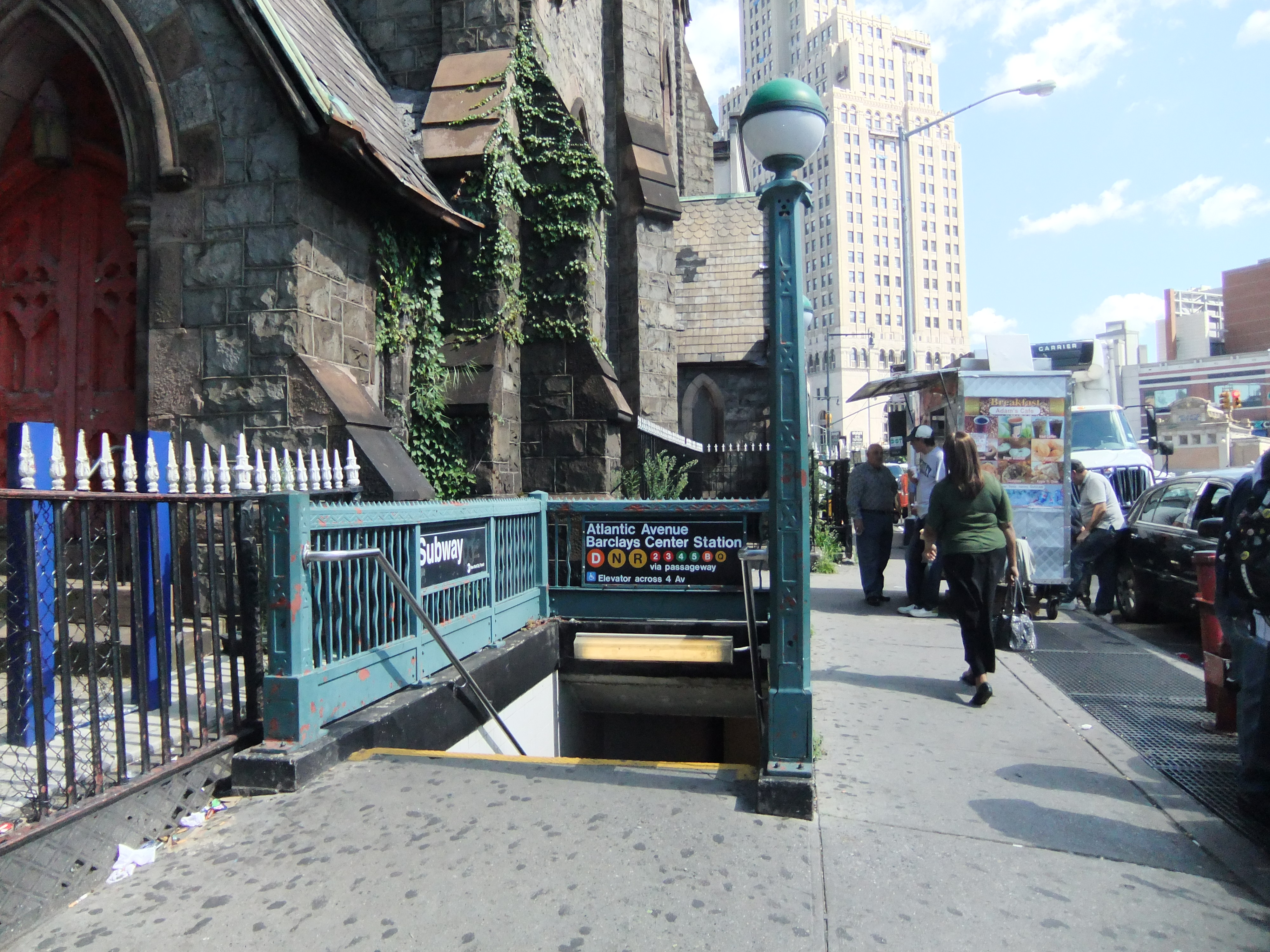
4番街-パシフィック・ストリート交差点北西角の階段。
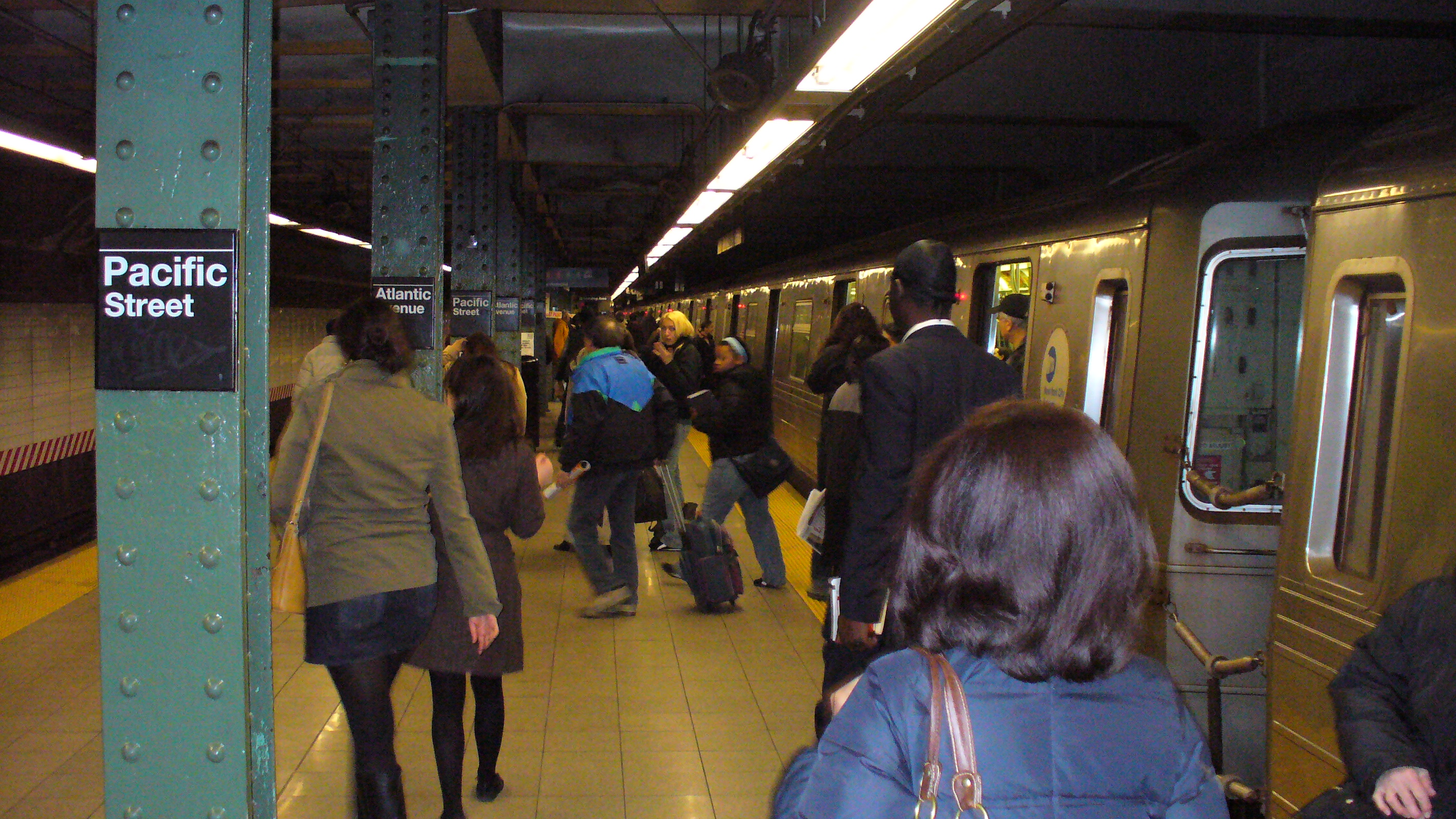
BMT4番街線南行きホーム（2007年）。旧駅名の"Pacific Street"が見える。

## 関連書籍
- Lee Stokey. Subway Ceramics : A History and Iconography. 1994. ISBN 978-0-9635486-1-0